# Мамсинская волость
Мамсинская волость (тат. مەمسە ۋولىٰسىٰ, Məmsə vulьsь, Мәмсә вулысы) — административно-территориальная единица в составе Казанского уезда Казанской губернии и Арского кантона Татарской АССР.
Волостное правление и квартира полицейского урядника находились в селении Мамся. На 1910-е годы граничила с Больше-Менгерской, Ново-Кишитской, Балтасинской волостями Казанского уезда, Шиньшинской волостью Царёвококшайского уезда и Турекской и Хлебниковской волостями Уржумского уезда Вятской губернии.
Волость возникла не позднее 1870 года в составе Казанского уезда Казанской губернии. С 1920 года в составе Арского кантона Татарской АССР. В 1924 году укрупнена, в её состав вошли прежняя Мамсинская волость за исключением селения Сосмак-Пшенгер, отошедшего Балтасинской волости, селение Старый Ашит Больше-Менгерской волости, селения Нуса, Мерзянь, Сарда-Пустошь, выселок Сарда, Мамсинер, Сюльта и Сердабаш Арборской волости. В том же году селения Сюльта и Мамсинер переданы в Мари-Турекский кантон Марийской автономной области.
В 1930 году при введении районного деления на всей территории Татарской АССР упразднена:
- Мамсинский, Ново-Атнинский, Ново-Тазларский, Шишорский, Верхне-Уринский, Нижне-Уринский, Ясаш-Сердобряшский (Сюрдинский), Ново-Кинерский, Житлярский, Кулларовский, Старо-Ашитский, Ташкичский, Книнский, Старо-Кинерский и Шуринский сельсоветы вошли в состав Тукаевского района;[5]
- Серда-Пустошский, Нусинский, Мирзянский, Урмякский, Шушмабашский, Каратайский и Сердабашский сельсоветы вошли в состав Тюнтерского района.[5]